# Polyura kaba
Polyura kaba är en fjärilsart som beskrevs av Napoleon Manuel Kheil 1884. Polyura kaba ingår i släktet Polyura och familjen praktfjärilar. Inga underarter finns listade i Catalogue of Life.